# Axel Olzon
Axel Conrad Olzon, född 3 september 1886 i Trollhättans församling i dåvarande Älvsborgs län, död 2 augusti 1975 i Trollhättans församling, var en svensk psykiater. 
Efter studentexamen i Lund 1909 blev Olzon medicine kandidat 1920 och medicine licentiat 1927 i Uppsala. Han var biträdande läkare vid Djursätra brunn 1923, extra läkare vid Västerviks hospital 1925, 1926 och 1927, e.o. hospitalsläkare av andra klassen där 1927, vid Vänersborgs hospital 1927–28 och 1928–29, hospitalsläkare av andra klass där 1929, assistentläkare och t.f. andre underläkare vid Vänersborgs lasarett 1928, t.f. förste läkare vid Restads sjukhus i Vänersborg 1931, förste läkare där 1931–33 samt var överläkare där från 1933.